# César pro nejlepší zvuk
César pro nejlepší zvuk je jedna z kategorií francouzské filmové ceny César. Kategorie existuje od roku 1976.

## Vítězové a nominovaní

### 70. léta
- 1976: Black Moon – Nara Kollery a Luc Perini
  - Hu-Man – Harald Maury a Harrik Maury
  - India Song – Michel Vionnet
  - Stará puška – Bernard Aubouy

- 1977: Mado – Jean-Pierre Ruh
  - Barocco – Paul Lainé
  - Je t'aime moi non plus – Antoine Bonfanti
  - Nejlepší způsob chůze – Paul Lainé
  - Pan Klein – Jean Labussière

- 1978: Prozřetelnost – Jacques Maumont
  - Diabolo menthe – Bernard Aubouy
  - Řekněte jí, že ji miluji – Paul Lainé
  - La Griffe et la Dent – François Bel a Pierre Ley
  - La Vie devant soi – Jean-Pierre Ruh

- 1979: L'État sauvage – William-Robert Sivel
  - Judith Therpauve – Harald Maury
  - Molière – Alix Comte
  - Docela obyčejný příběh – Pierre Lenoir

### 80. léta
- 1980: Světlo ženy – Pierre Gamet
  - Martin et Léa – Alain Lachassagne
  - Percival Galský – Jean-Pierre Ruh
  - Retour à la bien-aimée – Pierre Lenoir

- 1981: Poslední metro – Michel Laurent
  - Bankéřka – Jean-Pierre Ruh
  - Smrt v přímém přenosu – Michel Desrois
  - Špatný syn – Pierre Lenoir

- 1982: Diva – Jean-Pierre Ruh
  - Svědek – Paul Lainé
  - Jedni a druzí – Harald Maury
  - Malevil – Pierre Gamet

- 1983: Poutnice ze Sans-Souci – William-Robert Sivel a Claude Villand
  - Danton – Jean-Pierre Ruh
  - Les Quarantièmes rugissants – Pierre Gamet a Jacques Maumont
  - Jeden pokoj ve městě – André Hervée

- 1984: Ahoj, tajtrlíku! – Gérard Lamps a Jean Labussière
  - Peníze – Jean-Louis Ughetto
  - Garçon! – Pierre Lenoir a Jacques Maumont
  - Zhoubné pátrání – Maurice Gilbert, Paul Lainé a Nadine Muse

- 1985: Georges Bizet: Carmen – Guy Level a Dominique Hennequin
  - Láska až za hrob – Pierre Gamet a Jacques Maumont
  - Pevnost Saganne – Pierre Gamet, Jean-Paul Loublier a Claude Villand
  - Souvenirs, souvenirs – Bernard Le Roux, Guillaume Sciama a Claude Villand

- 1986: Podzemka – Luc Perini, Harald Maury, Harrick Maury a Gérard Lamps
  - Harém – Pierre Gamet a Dominique Hennequin
  - L'Effrontée – Paul Lainé a Gérard Lamps
  - Schůzka – Dominique Hennequin a Jean-Louis Ughetto

- 1987: Kolem půlnoci – William Flageollet, Michel Desrois, Claude Villand a Bernard Le Roux
  - Jean od Floretty – Pierre Gamet, Dominique Hennequin a Laurent Quaglio
  - Večerní úbor – Bernard Bats a Dominique Hennequin
  - Thérèse – Dominique Dalmasso a Alain Lachassagne

- 1988: Na shledanou, chlapci – Jean-Claude Laureux, Claude Villand a Bernard Le Roux
  - Les Innocents – Dominique Hennequin a Jean-Louis Ughetto
  - Un homme amoureux – Bernard Bats a Gérard Lamps

- 1989: Magická hlubina – François Groult, Gérard Lamps a Pierre Befve
  - Camille Claudelová – François Groult, Dominique Hennequin a Guillaume Sciama
  - Medvědi – Bernard Le Roux, Laurent Quaglio a Claude Villand

### 90. léta
- 1990: Pan Hire – Pierre Lenoir a Dominique Hennequin
  - Bunkr hotelu Palace – Pierre Gamet a Claude Villand
  - Život a nic jiného – Michel Desrois, William Flageollet a Gérard Lamps

- 1991: Cyrano z Bergeracu – Pierre Gamet a Dominique Hennequin
  - Brutální Nikita – Michel Barlier, Pierre Befve a Gérard Lamps
  - Nová vlna – Pierre-Alain Besse, Henri Morelle a François Musy

- 1992: Všechna jitra světa – Gérard Lamps, Pierre Gamet a Anne Le Campion
  - Delikatesy – Vincent Arnardi a Jérôme Thiault
  - Van Gogh – Jean-Pierre Duret a François Groult

- 1993: Indočína – Dominique Hennequin a Guillaume Sciama
  - Klavíristka – Paul Lainé a Gérard Lamps
  - Srdce v zimě – Pierre Lenoir a Jean-Paul Loublier

- 1994: Tři barvy: Modrá – William Flageollet a Jean-Claude Laureux
  - Germinal – Pierre Gamet a Dominique Hennequin
  - Smoking / No Smoking – Bernard Bats a Gérard Lamps

- 1995: Farinelli – Jean-Paul Mugel a Dominique Hennequin
  - Leon – Pierre Excoffier, François Groult, Gérard Lamps a Bruno Tarrière
  - Tři barvy: Červená – William Flageollet a Jean-Claude Laureux

- 1996: Husar na střeše – Jean Goudier, Pierre Gamet a Dominique Hennequin
  - Nenávist – Dominique Dalmasso a Vincent Tulli
  - Nelly a pan Arnaud – Pierre Lenoir a Jean-Paul Loublier

- 1997: Mikrokosmos – Philippe Barbeau, Bernard Le Roux a Laurent Quaglio
  - Kapitán Conan – Michel Desrois a Gérard Lamps
  - Nevinné krutosti – Jean Goudier, Dominique Hennequin a Paul Lainé

- 1998: Stará známá písnička – Pierre Lenoir, Jean-Pierre Laforce a Michel Klochendler
  - Pátý element – Daniel Brisseau
  - Udavač – Pierre Gamet a Gérard Lamps

- 1999: Taxi – Vincent Tulli a Vincent Arnardi
  - Všichni, kdo mě mají rádi, pojedou vlakem – Jean-Pierre Laforce, Nadine Muse a Guillaume Sciama
  - Place Vendôme – Svět diamantů – Jean-Pierre Duret a Dominique Hennequin

### 0. léta
- 2000: Johanka z Arku – Vincent Tulli, François Groult a Bruno Tarrière
  - Dívka na mostě – Dominique Hennequin a Paul Lainé
  - Děti z mokřin – William Flageollet a Guillaume Sciama

- 2001: Harry to s vámi myslí dobře – Gérard Hardy, François Maurel a Gérard Lamps
  - Král tančí – Dominique Dalmasso a Henri Morelle
  - Purpurové řeky – Cyril Holtz a Vincent Tulli

- 2002: Čti mi ze rtů – Marc-Antoine Beldent, Pascal Villard a Cyril Holtz
  - Amélie z Montmartru – Vincent Arnardi, Gérard Hardy, Laurent Kossayan a Jean Umansky
  - Bratrstvo vlků – Hon na bestii – Cyril Holtz a Jean-Paul Mugel

- 2003: Pianista – Jean-Marie Blondel, Gérard Hardy a Dean Humphreys
  - Amen. – Dominique Gaborieau a Pierre Gamet
  - 8 žen – Pierre Gamet, Benoît Hillebrand a Jean-Pierre Laforce

- 2004: Na ústa ne – Jean-Marie Blondel, Gérard Hardy a Gérard Lamps
  - Šťastnou cestu – Pierre Gamet, Jean Goudier a Dominique Hennequin
  - Zbloudilí – Olivier Goinard, Jean-Pierre Laforce a Jean-Paul Mugel

- 2005: Slavíci v kleci – Daniel Sobrino, Nicolas Cantin a Nicolas Naegelen
  - Válka policajtů – Pierre Mertens, François Maurel, Sylvain Lasseur a Joël Rangon
  - Příliš dlouhé zásnuby – Jean Umansky, Gérard Hardy a Vincent Arnardi

- 2006: Putování tučňáků – Laurent Quaglio a Gérard Lamps
  - Tlukot mého srdce se zastavil – Philippe Amouroux, Cyril Holtz, Brigitte Taillandier a Pascal Villard
  - Gabriela – Olivier Dô Hùu, Benoît Hillebrant a Guillaume Sciama

- 2007: Píseň pro tebe – François Musy a Gabriel Hafner
  - Zbloudilá srdce – Jean-Marie Blondel, Thomas Desjonquères a Gérard Lamps
  - Lady Chatterleyová – Jean-Jacques Ferran, Nicolas Moreau a Jean-Pierre Laforce
  - Nikomu to neříkej – Pierre Gamet, Jean Goudier a Gérard Lamps
  - Den vítězství – Olivier Hespel, Olivier Walczak, Franck Rubio a Thomas Gauder

- 2008: Edith Piaf – Laurent Zeilig, Pascal Villard, Marc Doisne a Jean-Paul Hurier
  - Mezi nepřáteli – Antoine Deflandre, Germain Boulay a Eric Tisserand
  - Písně o lásce – Guillaume Le Braz, Valérie Deloof, Agnès Ravez a Thierry Delor
  - Persepolis – Thierry Lebon, Eric Chevallier a Samy Bardet
  - Skafandr a motýl – Jean-Paul Mugel, Francis Wargnier a Dominique Gaborieau

- 2009: Veřejný nepřítel č. 1 a Veřejný nepřítel č. 1: Epilog – Jean Minondo, Gérard Hardy, Alexandre Widmer, Loïc Prian, François Groult a Hervé Buirette
  - Vánoční příběh – Jean-Pierre Laforce, Nicolas Cantin a Sylvain Malbrant
  - Mezi zdmi – Olivier Mauvezin, Agnès Ravez a Jean-Pierre Laforce
  - Paříž 36 – Daniel Sobrino, Roman Dymny a Vincent Goujon
  - Séraphine – Philippe Vandendriessche, Emmanuel Croset a Ingrid Ralet

### 10. léta
- 2010: Koncert – Pierre Excoffier, Bruno Tarrière a Sélim Azzazi
  - Welcome – Pierre Mertens, Laurent Quaglio a Éric Tisserand
  - À l'origine – François Musy a Gabriel Hafner
  - Prorok – Brigitte Taillandier, Francis Wargnier a Jean-Paul Hurier
  - Galimatyáš – Jean Umansky, Gérard Hardy a Vincent Arnardi

- 2011: Serge Gainsbourg – Daniel Sobrino, Jean Goudier a Cyril Holtz
  - Oceány – Philippe Barbeau, Jérôme Wiciak a Florence Lavallé
  - Muž ve stínu – Jean-Marie Bondel, Thomas Desjonqueres a Dean Humphreys
  - O bozích a lidech – Jean-Jacques Ferran, Vincent Guillon a Éric Bonnard
  - Turné – Olivier Mauvezin, Séverin Favriau a Stéphane Thiebaut

- 2012: Ministr – Olivier Hespel, Julie Brenta a Jean-Pierre Laforce
  - Nedotknutelní – Pascal Armant, Jean Goudier a Jean-Paul Hurier
  - Nevěstinec – Jean-Pierre Duret, Nicolas Moreau a Jean-Pierre Laforce
  - Polisse – Nicolas Provost, Rym Debbarh-Mounir,Sandy Notarianni a Emmanuel Croset
  - Vyhlášení války – André Rigaut, Sébastien Savine a Laurent Gabiot

- 2013: Cloclo – Antoine Deflandre, Germain Boulay, Serge Rouquairol, Éric Tisserand
  - Sbohem, královno – Brigitte Taillandier, Francis Wargnier a Olivier Goinard
  - Láska – Guillaume Sciama, Nadine Muse, Jean-Pierre Laforce
  - Na dřeň – Brigitte Taillandier, Pascal Villard a Jean-Paul Hurier
  - Holy Motors – Erwan Kerzanet, Josefina Rodriguez, Emmanuel Croset

- 2014: Michael Kohlhaas – Jean-Pierre Duret, Mélissa Petitjean
  - Neznámý od jezera – Philippe Grivel, Nathalie Vidal
  - Kluci a Guillaume, ke stolu! – Marc-Antoine Beldent, Loïc Prian, Olivier Dô Huu
  - Venuše v kožichu – Lucien Balibar, Nadine Muse, Cyril Holtz
  - Život Adèle – Jérôme Chenevoy, Fabien Pochet, Roland Voglaire, Jean-Paul Hurier

- 2015: Timbuktu – Philippe Welsh, Roman Dymny, Thierry Delor
  - Holčičí parta – Pierre André, Daniel Sobrino
  - Ptáci a lidé – Jean-Jacques Ferran, Nicolas Moreau, Jean-Pierre Laforce
  - Láska na první boj – Jean-Luc Audy, Guillaume Bouchateau, Antoine Baudouin, Niels Barletta
  - Saint Laurent – Nicolas Cantin, Nicolas Moreau, Jean-Pierre Laforce

- 2016: Marguerite – François Musy a Gabriel Hafner
  - Dheepan – Daniel Sobrino, Valérie Deloof a Cyril Holtz
  - Můj král – Nicolas Provost, Agnès Ravez a Emmanuel Croset
  - Mustang – Ibrahim Gök, Damien Guillaume a Olivier Goinard
  - Tři vzpomínky – Nicolas Cantin, Sylvain Malbrant a Stéphane Thiébaut

- 2017: Odysea – Marc Engels, Fred Demolder, Sylvain Réty a Jean-Paul Hurier
  - Monsieur Chocolat – Brigitte Taillandier, Vincent Guillon a Stéphane Thiébaut
  - Elle – Jean-Paul Mugel, Alexis Place, Cyril Holtz a Damien Lazzerini
  - Frantz – Martin Boissau, Benoît Gargonne a Jean-Paul Hurier
  - Kameny bolesti – Jean-Pierre Duret, Syvlain Malbrant a Jean-Pierre Laforce

- 2018: Barbara – Olivier Mauvezin, Nicolas Moreau a Stéphane Thiébault
  - 120 BPM – Julien Sicart, Valérie de Loof a Jean-Pierre Laforce
  - Na shledanou tam nahoře – Jean Minondo, Gurwal Coïc-Gallas, Cyril Holtz a Damien Lazzerini
  - Raw – Mathieu Descamps, Séverin Favriau a Stéphane Thiébault
  - Dokud nás svatba nerozdělí – Pascal Armant, Sélim Azzazi a Jean-Paul Hurier

- 2019: The Sisters Brothers  – Brigitte Taillandier, Valérie de Loof a Cyril Holtz
  - Bolest – Antoine-Basile Mercier, David Vranken a Aline Gavroy
  - Utop se, nebo plav – Cédric Deloche, Gwennolé Le Borgne a Marc Doisne
  - Guy – Yves-Marie Omnès, Antoine Baudouin a Stéphane Thiébaut
  - Střídavá péče – Julien Sicart, Julien Roig a Vincent Verdoux

### 20. léta
- 2020: Vlčí volání – Nicolas Cantin, Thomas Desjonquères, Raphaëll Mouterde, Olivier Goinard a Randy Thom
  - Tenkrát podruhé – Rémi Daru, Séverin Favriau, Jean-Paul Hurier
  - Žaluji! – Lucien Balibar, Aymeric Devoldère, Cyril Holtz, Niels Barletta
  - Bídníci – Arnaud Lavaleix, Jérôme Gonthier, Marco Casanova
  - Portrét dívky v plamenech – Julien Sicart, Valérie de Loof, Daniel Sobrino

- 2021: Adolescentes – Yolande Decarsin, Jeanne Delplancq, Fanny Martin a Olivier Goinard
  - Sbohem, blbci! – Jean Minondo, Gurwal Coïc-Gallas a Cyril Holtz
  - Osel, milenec a já – Guillaume Valex, Fred Demolder a Jean-Paul Hurier
  - Milostné historky – Maxime Gavaudan, François Mereu a Jean-Paul Hurier
  - Léto 85 – Brigitte Taillandier, Julien Roig a Jean-Paul Hurier

- 2022: Annette – Erwan Kerzanet, Katia Boutin, Maxence Dussère, Paul Heymans a Thomas Gauder
  - Hlas lásky – Olivier Mauvezin, Arnaud Rolland, Edouard Morin a Daniel Sobrino
  - Pád letu A800 – Nicolas Provost, Nicolas Bouvet-Levrard a Marc Doisne
  - Ztracené iluze – François Musy, Renaud Musy a Didier Lozahic
  - Záznamy paměti – Mathieu Descamps, Pierre Bariaud a Samuel Aïchoun

- 2023: Noc 12. – François Maurel, Olivier Mortier a Luc Thomas
  - En corps – Cyril Moisson, Nicolas Moreau a Cyril Holtz
  - Nevinný – Laurent Benaïm, Alexis Meynet a Olivier Guillaume
  - Novembre – Cédric Deloche, Alexis Place Gwennolé Le Borgne a Marc Doisne
  - Pacifiction – Jordi Ribas, Benjamin Laurent a Bruno Tarrière

- 2024: Říše zvířat – Fabrice Osinski, Raphaël Sohier, Matthieu Fichet a Niels Barletta
  - Anatomie pádu – Julien Sicart, Fanny Martin, Jeanne Delplancq a Olivier Goinard
  - Je verrai toujours vos visages – Rémi Daru, Guadalupe Cassius, Loïc Prian a Marc Doisne
  - Případ Goldman – Erwan Kerzanet, Sylvain Malbrant a Olivier Guillaume
  - Tři mušketýři: D'Artagnan a Tři mušketýři: Milady – David Rit, Gwennolé Le Borgne, Olivier Touche, Cyril Holtz a Niels Barletta

- 2025: Emilia Pérez – Erwan Kerzanet, Aymeric Devoldère, Cyril Holtz a Niels Barletta
  - Zběsilá láska – Cédric Deloche, Gwennolé Le Borgne, Jon Goc a Marc Doisne
  - Hrabě Monte Christo – David Rit, Gwennolé Le Borgne, Olivier Touche, Laure-Anne Darras, Marion Papinot, Marc Doisne a Samuel Delorme
  - Kapelo, hraj – Pascal Armant, Sandy Notarianni a Niels Barletta
  - Sulejmanův příběh – Marc-Olivier Brullé, Pierre Bariaud, Charlotte Butrak a Samuel Aichoun